# Nicholson, Mississippi
Nicholson är en ort i Pearl River County i delstaten Mississippi, USA.